# AF2011-A1
AF2011-A1 là loại súng ngắn bán tự động hai nòng do hãng Arsenal Firearms tại Ý thiết kế. Hãng muốn kỷ niệm 100 năm ngày khẩu M1911 được tạo ra bằng việc cho chế tạo hàng loạt một loại súng hai nòng. Ý tưởng được phát sinh khi một sĩ quan phụ trách vũ khí Thụy Sĩ là Vivian Mueller đã thử hàn hai khẩu Sig P210 lại với nhau cùng một số thay đổi cho phù hợp với kết quả là một khẩu súng hai nòng trông rất tuyệt để sưu tập nhưng cũng hoạt động rất tốt. Hãng Arsenal Firearms đã thử làm việc đó với khẩu M1911. Việc phát triển đã được thực hiện trong 6 tháng để thiết kế 3D, tạo khuôn dập cùng các chi tiết khác.

## Thiết kế
Về cơ bản thì AF2011-A1 là hai khẩu M1911 gắn vào nhau làm một có thể lấy hầu hết các bộ phận của khẩu M1911 để thay vào loại súng này nếu cần. Cách hoạt động của súng cũng giống khẩu Colt 1911. Súng sử dụng cơ chế nạp đạn bằng độ giật lùi nòng ngắn, bộ cò cho hai nòng súng có thể tùy chọn việc chúng sẽ hoạt động độc lập với nhau hay kết hợp hoạt động cùng lúc.
Hệ thống nhắm cơ bản của súng là điểm ruồi. Tay cầm cò súng có hai khe để gắn hai hộp đạn song song mỗi bên, mỗi hộp chứa 8 viên.